# 卡岑巴赫
卡岑巴赫是德国莱茵兰-普法尔茨州的一个市镇。总面积6.06平方公里，总人口510人，其中男性252人，女性258人（2011年12月31日），人口密度84人/平方公里。